# Hindsholm

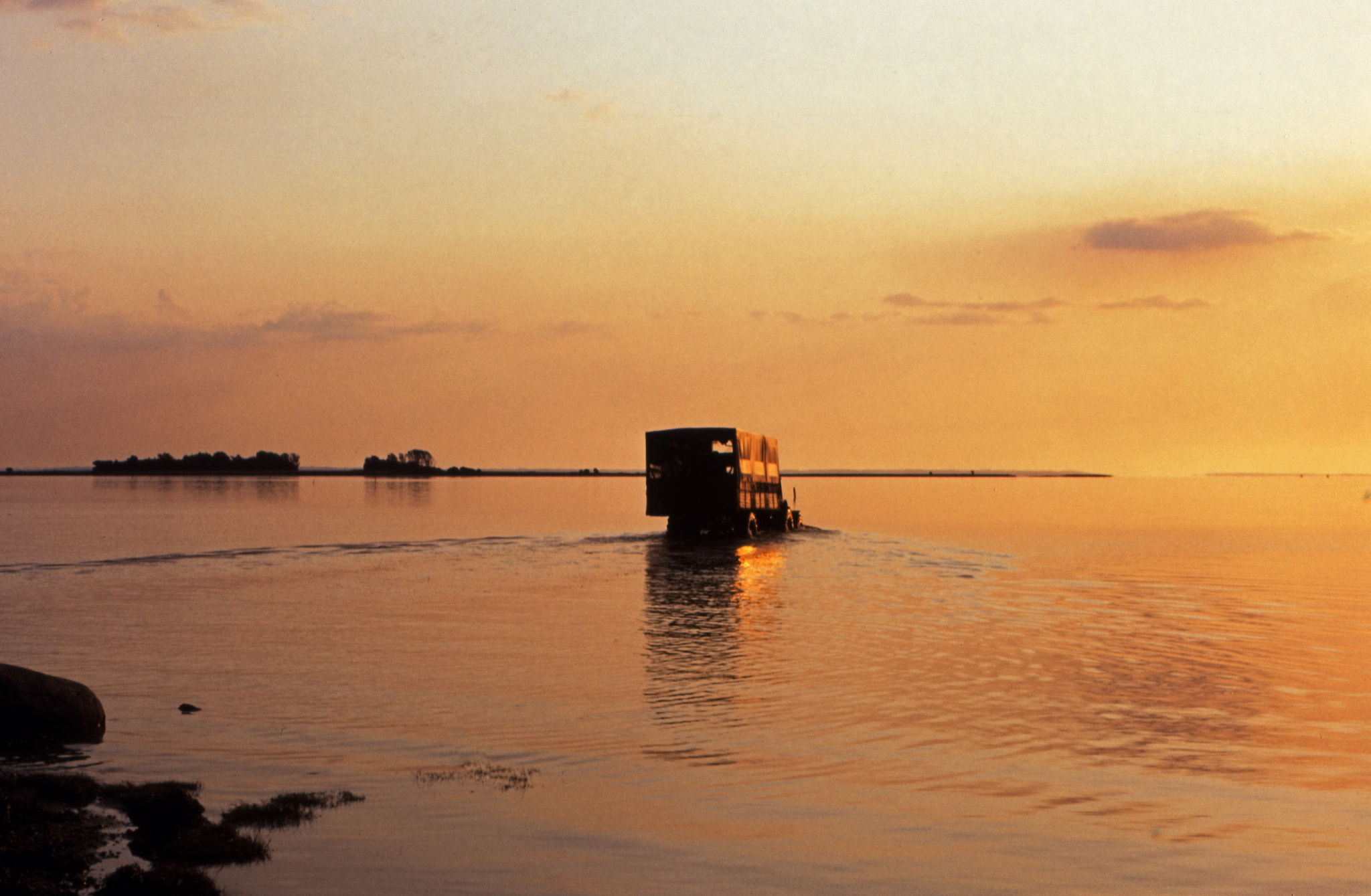
Lillestrand på Hindsholm.

Hindsholm är en halvö på nordöstra Fyn, mellan Stora Bält och Odensefjorden.
Norra delen utgörs till stor del av ljunghedar, södra delen är delvis skogbeväxt.
I den grunda fjorden Lillestrand, mellan Langø och Hindsholm, kan man fiska havsöring. Man kan vada dit från Långø eller Mejlø.